# Diane Rwigara
Diane Shima Rwigara (Kigali, 1981) es una empresaria, política y activista por los derechos de las mujeres ruandesa. Crítica con el presidente de Ruanda Paul Kagame ha intentado en dos ocasiones presentarse como candidata a las elecciones presidenciales, en 2017 y en 2024, pero en ambas ha sido inhabilitada. Rwigara lidera el Movimiento de Salvación del Pueblo (MSP).

## Biografía
Diane nació en el seno de una influyente familia tutsi. Es hija del empresario Assinapol Rwigara, un industrial antiguo aliado del presidente Kagamé quien fue fundamental en la financiación del partido gobernante Frente Patriótico Ruandés. Ella se distanció del partido después de la muerte de su padre en 2015 en un accidente de tráfico que Diana denunció como asesinato.

### Candidata a las elecciones presidenciales
En 2017 Diane Rwigara quiso presentarse a las elecciones generales, siendo la primera mujer candidata independiente de la historia. Se impidió su candidatura a las elecciones presidenciales tras ser acusada de falsificar las firmas de sus simpatizantes. A raíz de esta acusación fue detenida junto a su madre acusada de insurrección y falsificación de firmas, entre otros delitos. Ambas estuvieron encarceladas durante más de un año hasta ser absueltas en diciembre de 2018 por un alto tribunal ruandés. La activista denunció entonces que los cargos tenían motivaciones políticas.En 2024 la comisión electoral estableció que Rwigara no había demostrado que era ruandesa de nacimiento y contar con el suficiente apoyo nacional para presentarse señalando que ante el requisito de 600 firmas no había presentado al menos 12 en ocho distritos.

### Violencia digital
En mayo de 2017 pocas horas después de anunciar su intención de presentarse a las elecciones generales de Ruanda Diane Rwigara fue víctima de violencia digital con un ataque a través de las redes sociales que publicaron imágenes de desnudos de la candidata.